# Sülfeld
Sülfeld és un municipi de l'Amt Itzstedt a l'Estat federat alemany de Slesvig-Holstein, el 30 de març de 2010 tenia 3389 habitants. Va crear-se el 1936 despsrés de la fusió dels municipis de Borstel (en baix alemany Bossel), Petersfelde, Sülfeld i Tönningstedt (Tönnensteed). S'ha integrat a la mancomunitat de municipis de l'Amt d'Itzstedt.

## Història
El primer esment escrit d'una església dedicada a sant Marc l'evangelista, aleshores encara catòlica data del 1207. De 1529 a 1550 va tenir un paper econòmic quan el canal Alster-Trave funcionava com una via comercial entre Lübeck i Hamburg.
De 1896 fins a 1973 el municipi tenia una estació del ferrocarril d'Elmshorn a Bad Oldesloe, del qual el tram d'Ulzburg-Sud fins Blumendorf va ser transformat en sender per ciclistes i passejants.

## Geografia i economia
Sülfeld és a la divisòria d'aigües de la conca del mar del Nord i la del mar Bàltic. Originalment, és una regió poc poblada de landes, de torberes altes i d'aiguamolls poc fèrtils. L'activitat principal és l'agricultura. Al nucli de Borstel hi ha un centre de recerca biomèdica, el Forschungszentrum Borstel – Leibniz-Zentrum für Medizin und Biowissenschaften amb uns tres-cents col·laboradors, l'empleador més llarg de l'entitat.

## Llocs d'interès

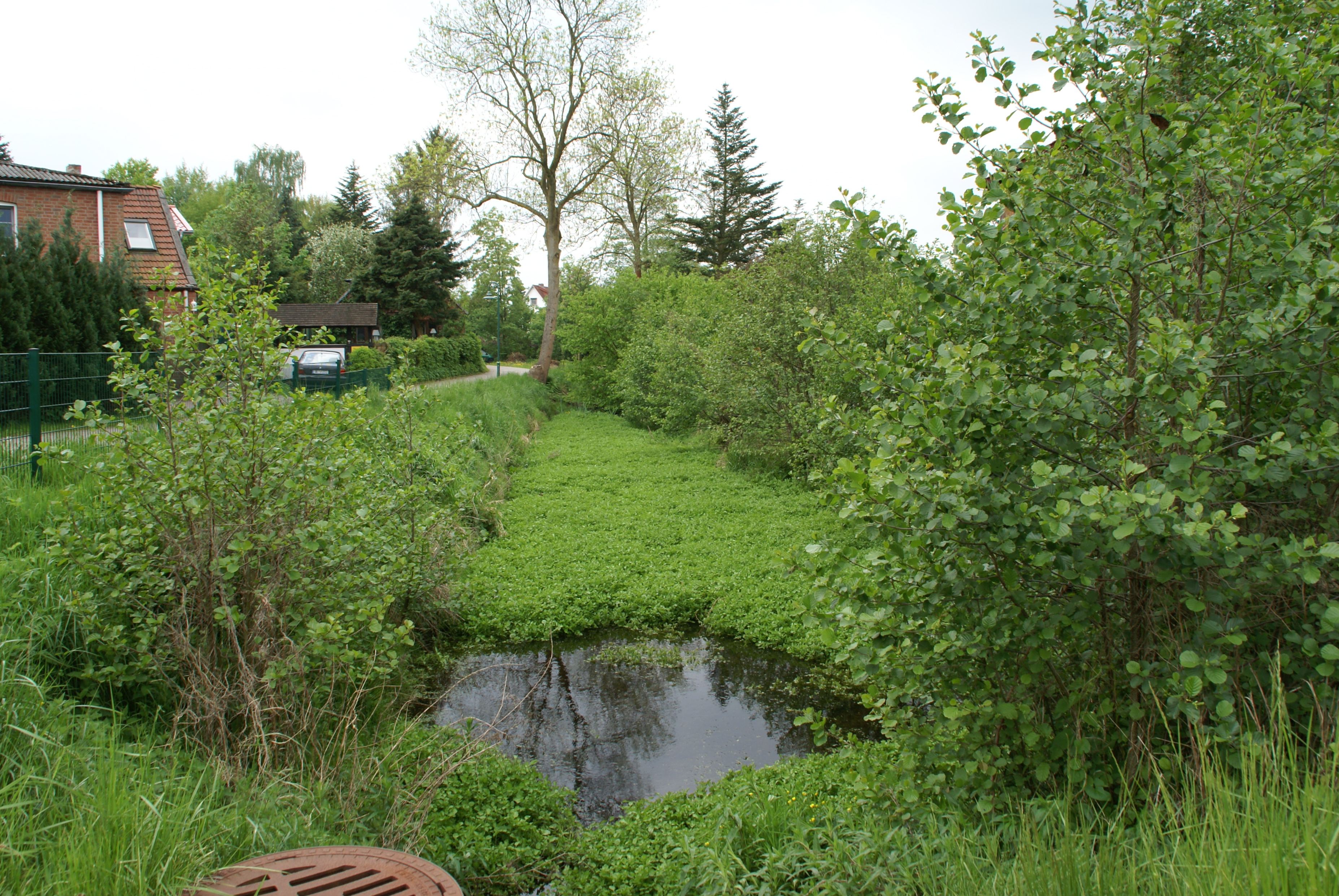
Vestigis del canal Alster-Trave
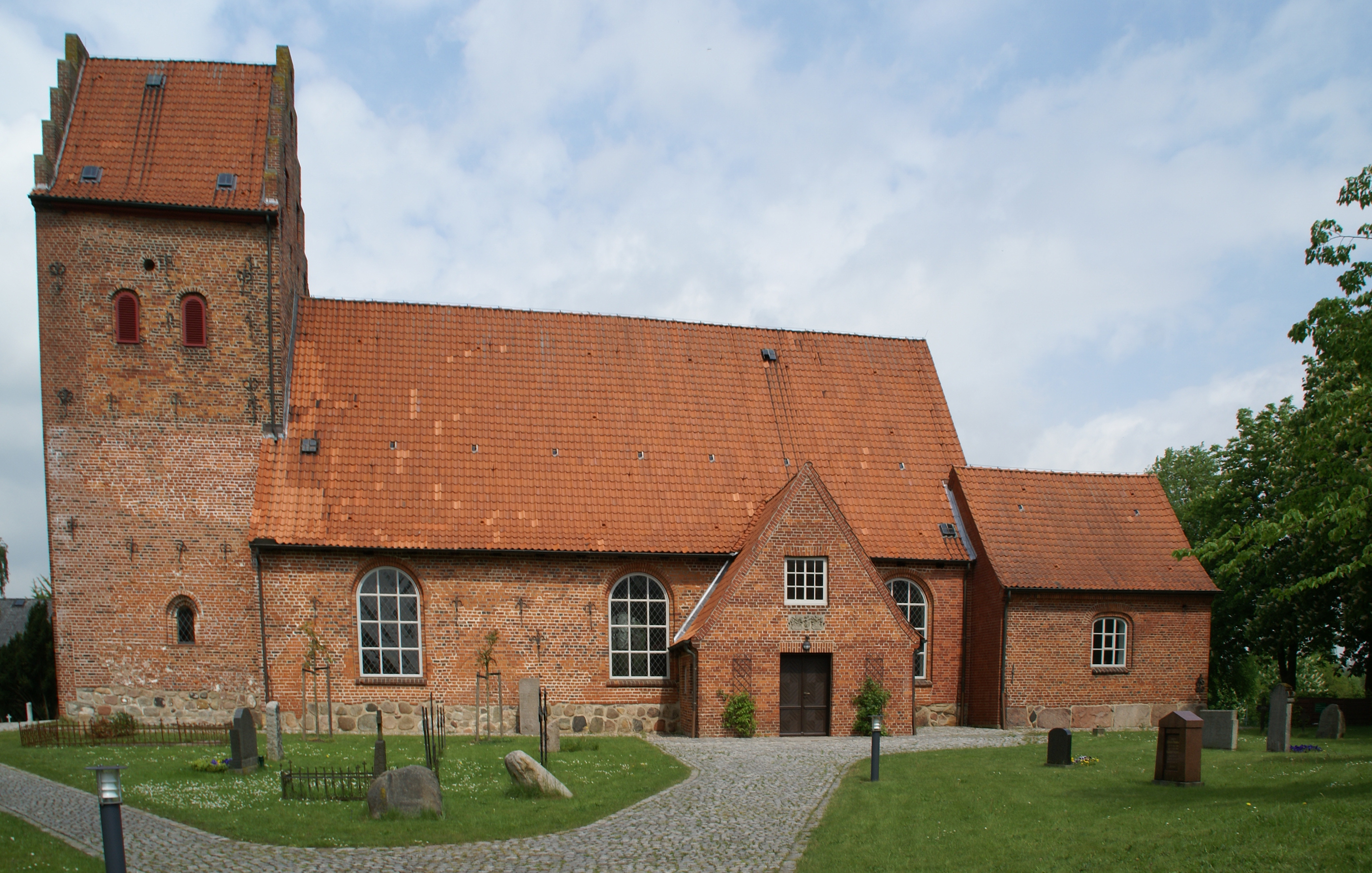
Església de Marc
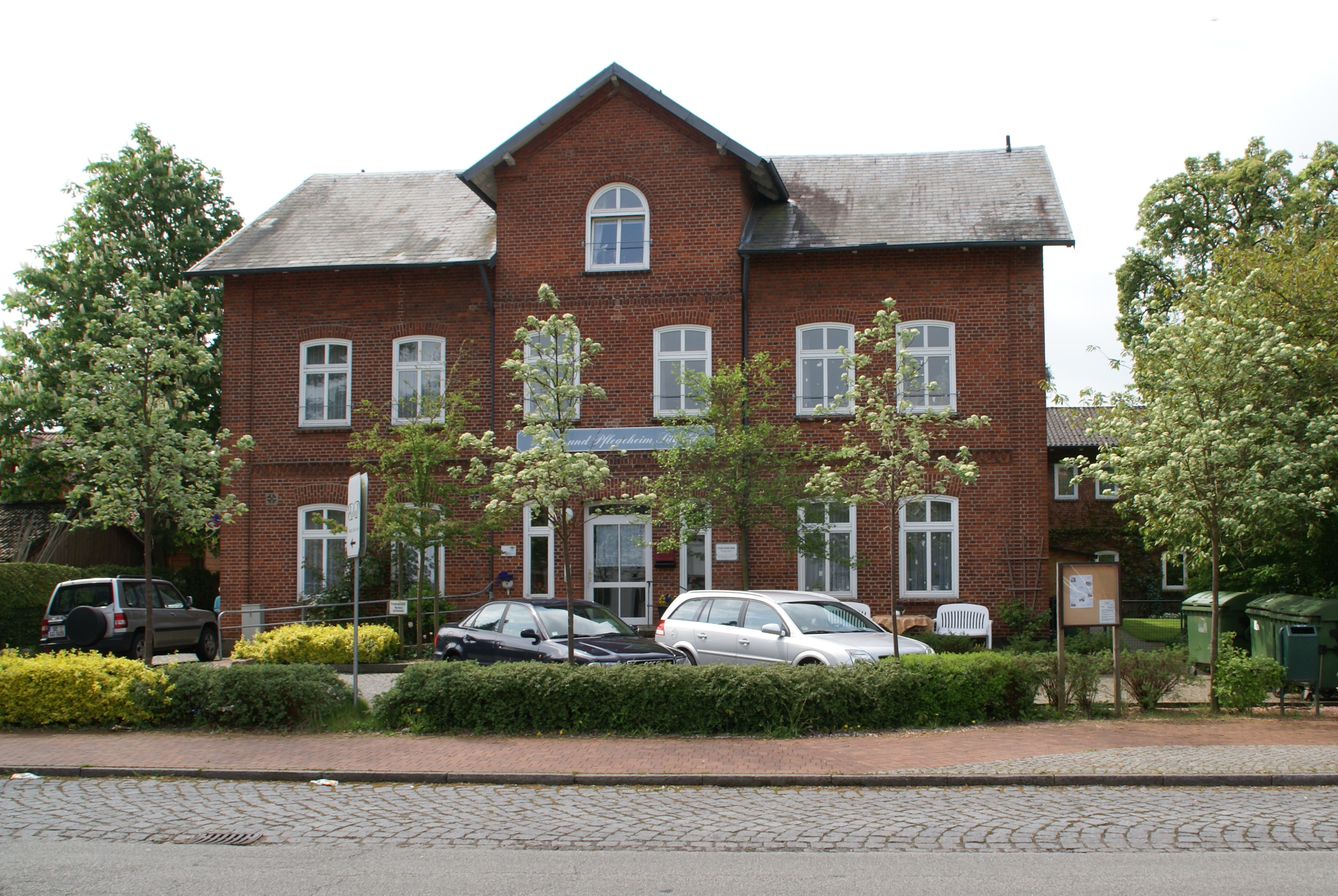
La residència
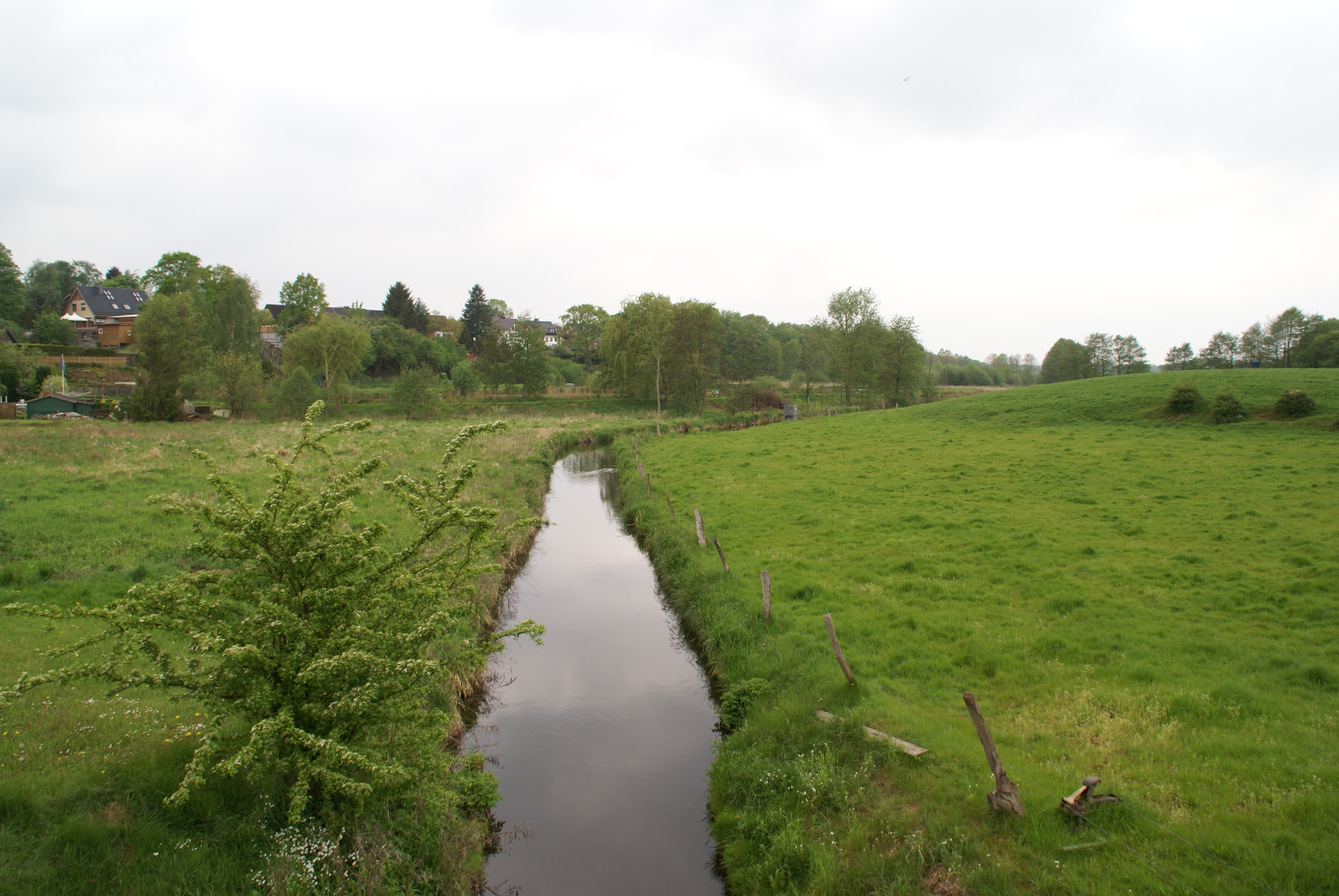
La vall del riu Norderbeste

- L'església de Sant Marc
- Els vestigis del canal Alster-Trave
- El castell Herrenhaus Borstel
- La sèrie de 8 llibres d'escrits de Martí Luter del 1559, redescoberts el 1965 del qual el primer tom va ser restaurat el 2010.[3]